# Тролингер
Тролингер е десертен сорт грозде, произхождащо от района на Трентино-Южен Тирол, Италия.
Познат е и с имената: Франкентал, Александрийски черен мускат, Блауер тролингер, Грос Вернаг, Шиава гроса, Ува Шиава и др.
Разпространен е в Нидерландия, Белгия, Дания, Англия и Германия.
Гроздовете са големи, конични или цилиндричноконични, крилати, плътни. Зърната са средни по размер, овални, почти черни с тъмночервен оттенък. Кожицата е плътна. Месото е сочно, с приятен вкус.